# 이승현 (성우)
이승현은 대한민국의 성우이다. 1993년 MBC에 입사했으며, 현재는 MBC 11기이다. 문화방송 성우극회 소속.

## 주요 출연작품

### 애니메이션
- 꽃의 천사 메리벨 (MBC) - 탬버린
- 소년기사 라무 (MBC) - 밀크 공주 / 피큐
- 요술소녀 (MBC)
- 바람돌이 소닉 (MBC)
- 스모기 (MBC)
- 무적고양이 팬텀 (MBC)
- 동물 보물섬 (MBC)
- 금발의 제니 (MBC)
- 세느강의 별 (MBC)
- 피그마리오 (MBC)
- 축구 열풍 (MBC)

### 영화
- 나 홀로 집에 2 (MBC) - 케빈의 사촌(안나 슬로키)
- 누가 로저 래빗을 모함했나 (MBC) - 제시카 래빗(캐슬린 터너)
- 베토벤 (MBC) - 에밀리(사라 로즈 커)
- 종횡사해 (MBC) - 어린 죠우(등일군)
- 이연걸의 영웅 (MBC)
- 토이즈 (MBC)
- 내 사랑 악마 (MBC)
- 게릴라 (MBC)
- 마이 걸 (MBC)
- 붉은 가마 (MBC)
- 도시 속의 인디언 (MBC)
- 블랙 라이온 (MBC)
- 이연걸의 정무문 (MBC)
- 로저 래빗 (MBC)
- 황야의 7인 (MBC)
- 황혼녀 (MBC)
- 겨울 54 (MBC)
- 록키 5 (MBC)
- 제4의 단서 (MBC)
- 서유기 (MBC)
- 서유기 2 (MBC)
- 성난 눈동자 (MBC)